# Жак Вержес
Жак Верже́с (фр. Jacques Vergès; (нар. 5 березня 1925, Убонратчатхані, Таїланд — 15 серпня 2013) — французький адвокат, правник. Зажив слави спочатку як комуніст, борець проти колоніалізму, а пізніше як адвокат відомих особистостей: терористів, диктаторів, воєнних злочинців. Серед інших, захищав у суді Клауса Барбі, Слободана Мілошевича, Карлоса.

## Біографія
Жак Вержес народився у змішаній родині — його батьком був француз з острова Реюньйон, а матір в'єтнамкою. Брат-близнюк Жака, Поль Вержес також став відомим французьким політиком лівого спрямування. У 1942 році, коли Жаку ледве виповнилося 17 років він приєднався до руху спротиву проти нацистів під проводом Шарля де Голля. У 1945 році він вступив до Комуністичної партії Франції, брав участь у визвольній боротьбі у Північній Африці, Італії та Франції. По закінченні Другої світової війни поступив на юридичний факультет Університету Парижа, де почав займатися політикою.
Після закінчення навчання почав працювати адвокатом, зокрема, захищав багатьох борців за незалежність Алжиру. Саме під час процесу захисту відомої алжирської революціонерки Джамілі Бухіред Вержес став відомим у Франції. Пізніше, у 1965 році Бухіред і Вержес одружилися, у шлюбі народилося двоє дітей. У 1970 році Жак Вержес залишив сім'ю і раптом зник із суспільного життя й повернувся лише у 1978 році і до цього часу відмовлявся розкрити історію свого життя протягом цих років. Припускають, що у цей час Вержес переховувався у Камбоджі.
В кінці 1970-х років Вержес зажив слави як адвокат відомих і часто дуже суперечливих особистостей. Серед його клієнтів були, наприклад, колишній нацист Клаус Барбі, президент Сербії Слободан Мілошевич, письменник-ревізіоніст Роже Гароді, колишній президент Малі Мусса Траоре, терорист Ілліч Рамірес Санчес, міністр іноземних справ Іраку Тарік Азіз, а також колишній диктатор Того Гнасінгбе Ейадема. Він також запропонував свої послуги для захисту Саддама Хусейна, але для захисту колишнього лідера Іраку був обраний інший адвокат. У пресі через те, що він захищав терористів та колишніх нацистів, Вержеса почали називати «адвокатом диявола». У 2006 році французький режисер Барбет Шредер навіть зняв документальний фільм про життя Вержеса під назвою «Адвокат терору».